# باري ويندهام
باري ويندهام (بالإنجليزية: Barry Windham)‏ هو مصارع محترف أمريكي، ولد في 4 يوليو 1960 في سويتواتر في الولايات المتحدة.

## وصلات خارجية
- باري ويندهام على موقع WrestlingData.com (الإنجليزية)
- باري ويندهام على موقع CageMatch worker (الإنجليزية)
- باري ويندهام على موقع قاعدة بيانات المصارعة على الإنترنت (الإنجليزية)
- باري ويندهام على موقع عالم المصارعة على الإنترنت (الإنجليزية)

- باري ويندهام على موقع IMDb (الإنجليزية)
- باري ويندهام على موقع قاعدة بيانات الفيلم (الإنجليزية)